# Madiza britannica
Madiza britannica is een vliegensoort uit de familie van de Milichiidae. De wetenschappelijke naam van de soort is voor het eerst geldig gepubliceerd in 1937 door Hennig.